# 몰입 (수학)

클라인 병의 3차원 유클리드 공간에서의 몰입. 하지만 이는 매장이 아니다.

미분기하학에서,  몰입(沒入, 영어: immersion) 또는 넣기는 두 매끄러운 다양체 사이, 정의역의 접공간으로부터 공역의 접공간에 대한 사상이 단사인 매끄러운 사상이다.

## 정의
다음이 주어졌다고 하자.
- 두 매끄러운 다양체 {\displaystyle M}, {\displaystyle N}
- 매끄러운 함수 {\displaystyle f\colon M\to N}

그렇다면, 각 점 {\displaystyle x\in M}에서, 실수 선형 변환
{\displaystyle \mathrm {T} _{x}f\colon \mathrm {T} _{x}M\to \mathrm {T} _{f(x)}N}
을 정의할 수 있다. 여기서 {\displaystyle \mathrm {T} _{x}M}은 {\displaystyle M}의 {\displaystyle x}에서의 접공간이다.
만약 {\displaystyle \mathrm {T} _{x}f}가 단사 함수라면, {\displaystyle f}를 {\displaystyle x}에서의 몰입이라고 한다. 만약 {\displaystyle f}가 모든 {\displaystyle x\in M}에서 몰입이라면, {\displaystyle f}를 단순히 몰입이라고 한다.
(반대로, 만약 {\displaystyle \mathrm {T} _{x}f}가 전사 함수라면 {\displaystyle f}를 침몰이라고 한다.)

## 성질

### 함의 관계
몰입은 매끄러운 매장보다 더 약한 개념이다. 즉, 모든 매끄러운 매장은 몰입이지만 그 역은 성립하지 않는다.
즉, 두 매끄러운 다양체 사이의 매끄러운 함수에 대하여 다음이 성립한다.
매끄러운 매장 ⊆ 단사 몰입 ⊆ 몰입 ⊆ 매끄러운 함수

### 존재
{\displaystyle m}차원 매끄러운 다양체 {\displaystyle M\neq \varnothing }과 {\displaystyle n}차원 매끄러운 다양체 {\displaystyle N\neq \varnothing }이 주어졌다고 하자. 그렇다면,
- 몰입 {\displaystyle M\to N}이 존재할 필요 조건은 {\displaystyle m\leq n}이다.
- 몰입 {\displaystyle M\to N}이 존재할 충분 조건은 {\displaystyle 2m\leq n+\min\{2,n\}}이다.

특히, 휘트니 몰입 정리(Whitney沒入定理, 영어: Whitney immersion theorem)에 따르면, 만약 {\displaystyle 2m\leq n+2}이라면, 임의의 매끄러운 함수 {\displaystyle f\colon M\to N}은 몰입과 호모토픽하다. 만약 가정을 {\displaystyle 2m\leq n+1}로 강화시킨다면, 결론을 몰입 대신 매끄러운 매장으로 강화시킬 수 있으며, 이를 휘트니 매장 정리(Whitney埋藏定理, 영어: Whitney embedding theorem)라고 한다.

### 단사성
두 매끄러운 다양체 {\displaystyle M}, {\displaystyle N} 사이의 몰입 {\displaystyle f\colon M\to N}이 주어졌다고 하자. 만약 {\displaystyle M}이 연결 공간이자 콤팩트 공간이라면, {\displaystyle f}는 단사 함수이다.

## 예
클라인 병은 3차원 유클리드 공간 {\displaystyle \mathbb {R} ^{3}}에 몰입될 수 있지만, 매끄럽게 매장될 수는 없다. 이는 3차원에 넣은 클라인 병은 항상 겹치는 부분이 있어, 원래 클라인 병과 위상 동형이 아니기 때문이다.

### 매장이 아닌 단사 몰입

매장이 아닌 단사 몰입

심지어, 매끄러운 매장이 아닌 단사 몰입도 존재한다. 예를 들어, 오른쪽 그림과 같은 {\displaystyle (0,1)\to \mathbb {R} ^{2}} 몰입을 생각해 보자. 이는 명백히 단사 함수지만, 상이 정의역과 위상 동형이 아니므로 매끄러운 매장이 아니다.

### 단사 함수가 아닌 몰입
임의의 매끄러운 다양체 {\displaystyle M}이 주어졌다고 하자. 그렇다면, 쌍대 대각 사상
{\displaystyle M^{\sqcup n}\to M}
은 몰입이지만, {\displaystyle n\geq 2}일 경우 단사 함수가 아니다.
1차원 유클리드 공간(실수선)의 몫
{\displaystyle \mathbb {R} \twoheadrightarrow \mathbb {R} /\mathbb {Z} \cong \mathbb {S} ^{1}}
은 몰입이지만, 단사 함수가 아니다. 보다 일반적으로, 매끄러운 다양체의 피복 공간인 매끄러운 다양체
{\displaystyle M\twoheadrightarrow N}
은 전사 함수인 몰입이며, 2겹 이상의 피복 공간일 경우 단사 함수가 아니다.

## 같이 보기
- 침몰 (수학)